# SCAPIS
SCAPIS (Swedish CardioPulmonary bioImage Study) är en svensk vetenskaplig studie vars syfte är att förhindra hjärt-lungsjukdom. SCAPIS är den hittills största befolkningsstudien i Sverige inom hjärta, kärl och lungor. Det är ett världsunikt projekt som inbegriper 30 000 deltagare och involverar samtliga sex sjukvårdsregioner, universitetssjukhus och en rad vetenskapliga aktörer i Sverige.
Genom att företa omfattande undersökningar av 30 000 slumpvis utvalda svenskar i åldern 50–64 år, byggs världens mest omfattande medicinska kunskapsbank för hjärt- och lungforskning. Denna kunskapsbank möjliggör nya forskningsgenombrott som syftar till att hitta riskmarkörer som visar vem som kan drabbas av exempelvis stroke, KOL, plötsligt hjärtstopp, hjärtinfarkt och andra hjärt- och lungsjukdomar. Målet är att få mycket större kunskap om sjukdomarnas uppkomst för att kunna förhindra dem, innan de uppstår. SCAPIS-projektet initierades av svenska forskare 2007, startade 2012 och i slutet av 2018 hade samtliga 30 000 deltagare blivit undersökta.
Sex universitet och sex universitetssjukhus (Göteborg, Linköping, Malmö, Stockholm, Umeå och Uppsala) i samverkan leder och driver SCAPIS. Hjärt-Lungfonden är SCAPIS huvudfinansiär. Betydande belopp har också kommit från Knut och Alice Wallenbergs Stiftelse, Vinnova, Vetenskapsrådet samt universitetssjukhusen och universiteten själva.
SCAPIS är en tvärsnittsstudie vars data kommer att vara tillgänglig för svenska forskare efter ansökan och etisk granskning.. Studien öppnades för ansökningar om att använda data för svenska forskare 17 mars 2021.

## Undersökningar[7]
Deltagarna i studien har genomgått en omfattande medicinsk undersökning och svarat på enkätfrågor gällande livsstil och kost samt lämnat blodprover som dels analyserats direkt, dels sparats i biobanker för framtida analyser.
- Accelerometri Deltagarna har under en period använt en accelerometer för att kunna mäta deras fysiska aktivitet i vardagen.

- Biokemi Utifrån blodprover har en uppsättning av biokemiska analyser såsom till exempel kreatinin och kolesterol uppmätts.

- Enkätfrågor Deltagarna har via elektroniska enkäter besvarat frågor om sin livsstil och sina kostvanor, med hjälp av svaren på frågorna om kostvanor har beräkningar gjorts som uppskattar deltagarens intag av olika näringsämnen.

- Bildmaterial
  - Datortomografi: Bilder har tagits av hjärtats kranskärl, lungorna samt buken. Dessa data har använts för att hitta förträngningar i hjärtats kranskärl (åderförkalkning), för att hitta anomalier i lungvävnaden samt för att undersöka fettdistribution. Materialet är inte färdiggranskat och kommer att analyseras för att ta fram mer detaljerade data.
  - Ultraljud: Deltagarens karotisblodkärl undersöktes med ultraljud. Bilderna har använts för att hitta bland annat plack (åderförkalkning), kärldiameter och kärlväggens tjocklek. Materialet är inte färdiggranskat och kommer att analyseras för att ta fram mer detaljerade data.

- Lungfunktion Deltagarnas lungfunktion mättes med hjälp av spirometri.

- Vitalstatus  och Antropometri Deltagarnas längd, vikt, midjemått, puls och blodtryck mättes vid besök på mottagning.

- Biobanksmaterial Deltagarna lämnade blodprov som sparas i biobanker för framtida forskning. Materialet har ett stort värde, inte minst för att framtida analysmetoder kan skapa insikter som idag inte är möjliga.

Det finns också möjlighet att komplettera data med information från till exempel Socialstyrelsens register för att ytterligare öka möjligheterna för forskning.